# Zitadelle von Turin

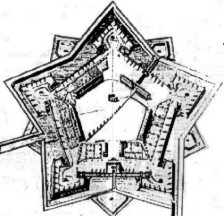
Darstellung der Zitadelle

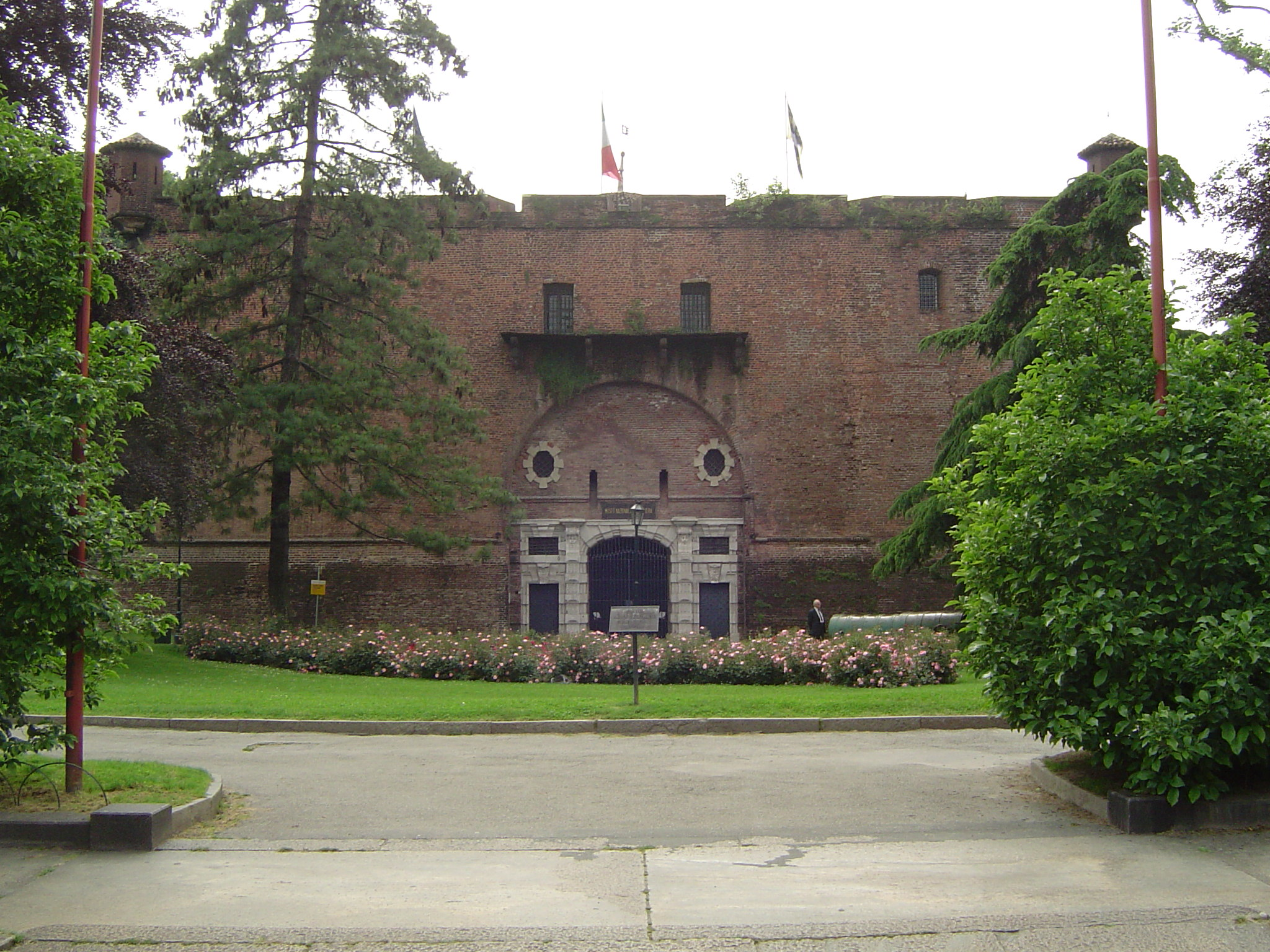
Mastio der Zitadelle

Die Zitadelle von Turin war eine Festung in Form eines regelmäßigen Fünfecks innerhalb des Stadtgebiets von Turin, der Hauptstadt des Piemont in Italien. Sie spielte vor allem bei der Belagerung Turins im Spanischen Erbfolgekrieg im Jahr 1706 eine Rolle.

## Geschichte
Der Grundstein zur Zitadelle wurde im Jahr 1564 gelegt, der Bau wurde aber erst 1577 vollendet. Die Bauarbeiten wurden vom Architekten Francesco Paciotto geleitet, der für das Bauvorhaben das Viertel um die Kirche der Heiligen Märtyrer abbrechen ließ. Die Zitadelle wurde vor der Belagerung ausgebaut, überstand den Abbruch der Stadtmauern um 1800.
Im Französisch-Spanischen Krieg (1635–1659) kam es 1640 zur Belagerung von Turin, bei der die savoyisch-piemontesische Regentin Christina von Frankreich die Zitadelle mithilfe französische Truppen gegen in die Stadt eingedrungene pro-spanische Truppen ihres Bruders Thomas Franz von Savoyen halten konnte, bis einer französischen Armee unter dem Comte d’Harcourt der Entsatz gelang.
Im Jahre 1815 stand Jakob Lenk von Wolfsberg als Hauptmann in der k.k. Armee im Zuge der napoleonischen Kriege im Piemont und erhielt für die mustergültige Übergabe der Zitadelle, nachdem er dort sämtliches bewegliches Kriegsgerät in Sicherheit gebracht hatte, vom König den Sardinischen Ritterorden der hl. Mauritius und Lazarus.
Ein Angriff der Carbonari erfolgte im Jahre 1821. Im Verlauf des 18. Jahrhunderts wurde die Zitadelle als einfache Kaserne genutzt. 1856 wurde der Abbruch beschlossen, dem nur der heute noch vorhandene Mastio, das ehemalige Eingangsgebäude, der als Artilleriemuseum genutzt wird, und die zum Museo Pietro Micca gehörenden unterirdischen Minengänge entgangen sind.

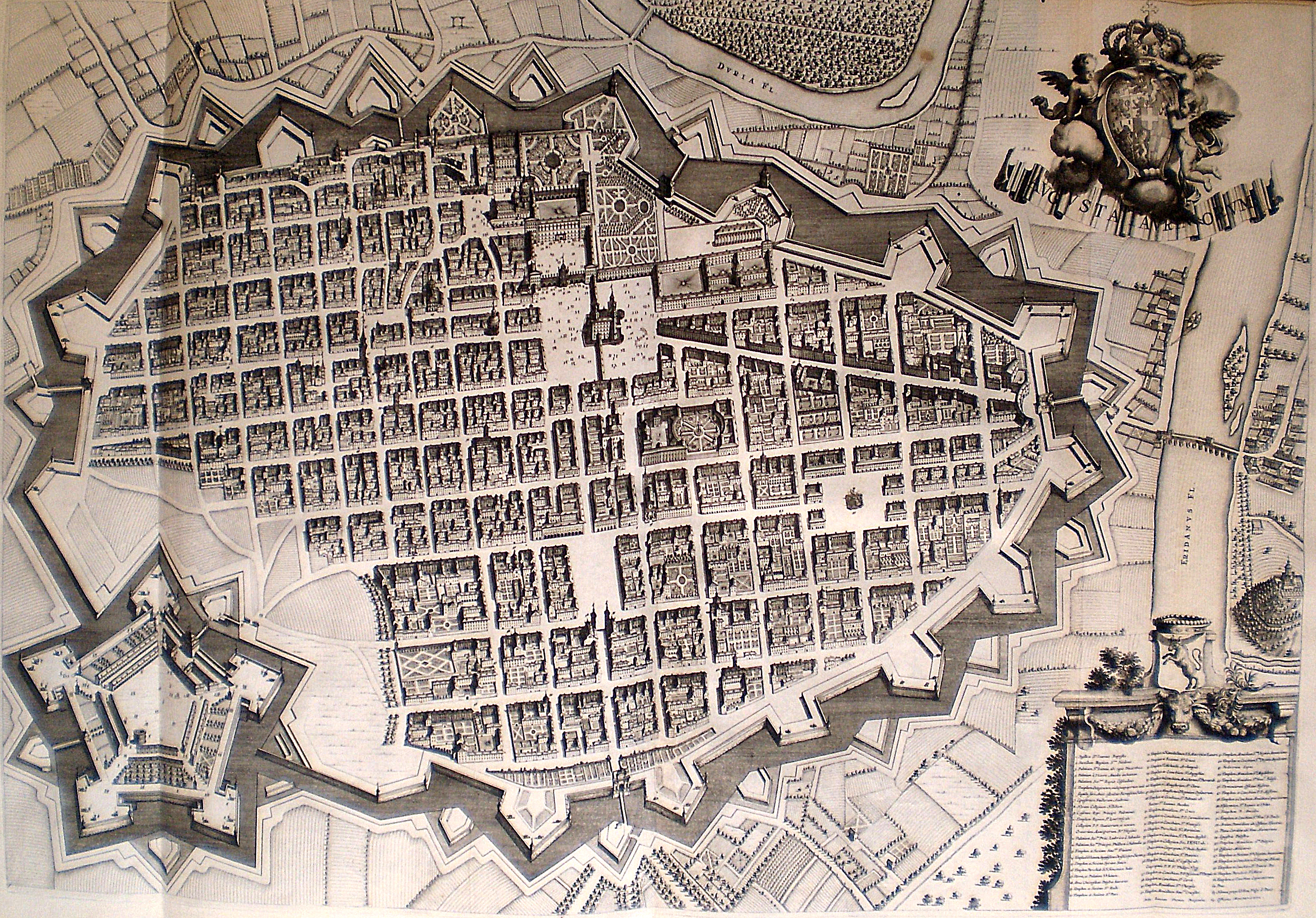
Zitadelle im Theatrum Statuum Sabaudiae (1676)
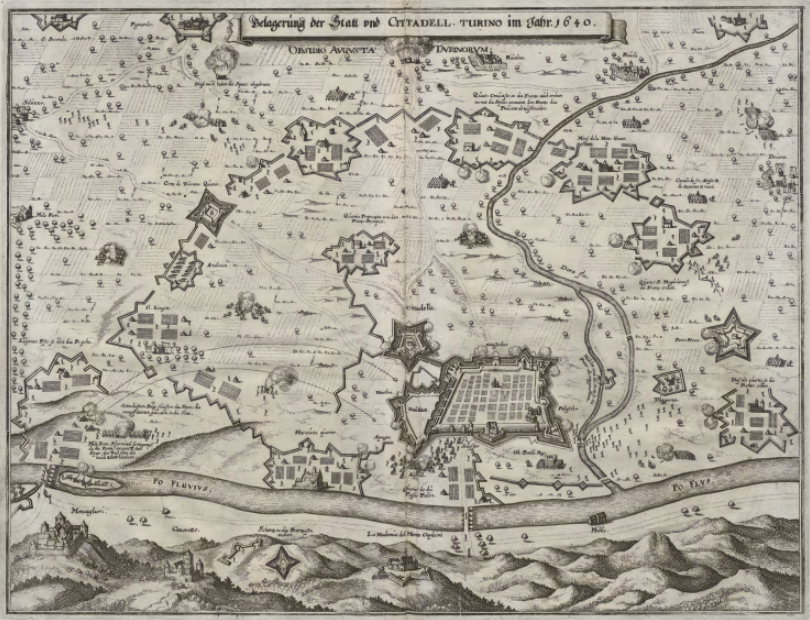
Zitadelle während der Belagerung von 1640
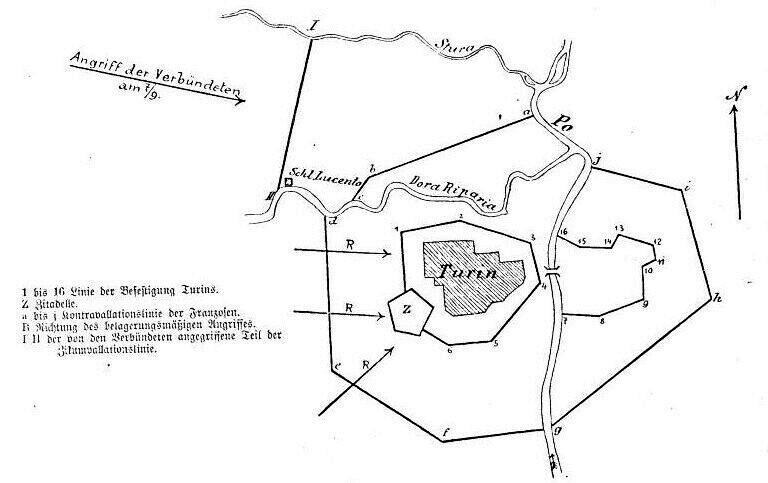
Lage innerhalb der Befestigungsanlage von Turin um 1706

## Anlage
Die Zitadelle wurde an der Südwestseite der Stadt errichtet, wo sich zuvor die Bastion San Pietro befand. Sie besaß einen weiten, wasserlosen Graben. Inmitten der Festung befand sich eine große Zisterne, ein Brunnen mit einer spindelförmigen Doppelrampe sowie ein unterirdisches Defensivsystem mit Minengängen.

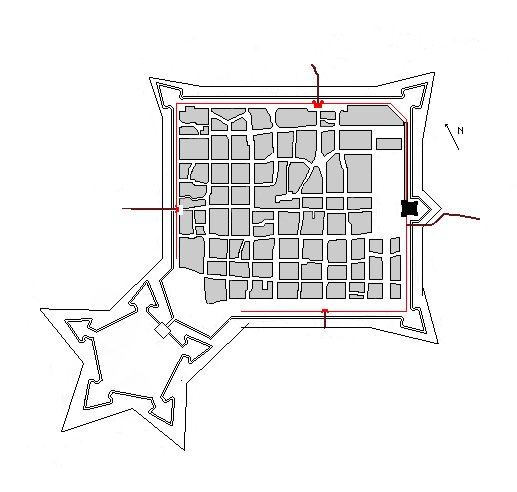
Anlage der Zitadelle